# Tisa Superioară (sit SCI)
Tisa Superioară este o arie protejată (sit de importanță comunitară — SCI) din România, desemnată în scopul protejării biodiversității și menținerii într-o stare de conservare favorabilă a florei spontane și faunei sălbatice, precum și a habitatelor naturale de interes comunitar aflate în arealul zonei de protecție. Aceasta se întinde pe o suprafață de 6.283 ha, integral pe uscat.

## Localizare
Centrul sitului Tisa Superioară este situat la coordonatele 47°59′01″N 23°40′54″E / 47.983533°N 23.681708°E. Situl se întinde pe teritoriile administrative ale comunelor Bârsana, Bistra, Bocicoiu Mare, Câmpulung la Tisa, Remeți, Rona de Jos, Rona de Sus, Săpânța și Sarasău și pe cel al municipiului Sighetu Marmației.

## Înființare
Situl Tisa Superioară (ROSCI0251) a fost declarat sit de importanță comunitară în decembrie 2007 pentru a proteja 14 specii de animale.Acesta include ariile protejate Parcul Natural Munții Maramureșului și rezervația Pădurea Ronișoara.

## Biodiversitate
Situată în ecoregiunile alpină și continentală, aria protejată conține 2 habitate naturale: Păduri de fag Luzulo-Fagetum, Păduri aluvionare cu Alnus glutinosa și Fraxinus excelsior (Alno-Padion, Alnion incanae, Salicion albae).
La baza desemnării sitului se află mai multe specii protejate:
- amfibieni (2): izvoraș-cu-burta-galbenă (Bombina variegata), triton cu creastă (Triturus cristatus)
- mamifere (1): vidră de râu (Lutra lutra)
- pești (10): avat (Aspius aspius), mreană carpatică (Barbus carpathicus), hadină (Eudontomyzon danfordi), răspăr (Gymnocephalus schraetzer), lostriță (Hucho hucho), porcușor de nisip (Romanogobio kesslerii), câră (Sabanejewia balcanica), clean dungat (Telestes souffia), fusar (Zingel streber), pietrar (Zingel zingel)
- reptile (1): țestoasa de baltă (Emys orbicularis)